# Rudolf Mitteregger
Rudolf Mitteregger (Gaal, Alemania nazi; 27 de noviembre de 1944 – Knittelfeld, Austria; 24 de abril de 2024) fue un ciclista austriaco especialista en ciclismo en carretera.

## Carrera
Tuvo dos apariciones en los Juegos Olímpicos, la primera de ellas fue en Múnich 1972 en la que terminó en la posición 71 entre 76 ciclistas que terminaron la carrera (de la cual participaron 163 ciclistas), y en la prueba por equipos terminó en décimo lugar entre 35 países.
Su segunda aparición fue en Montreal 1976 donde terminó en el puesto 51 entre 58 ciclistas que terminaron la prueba individual de la que iniciaron 134, y en la prueba por equipos terminó en el lugar 15 entre 28 países.